# România la Jocurile Olimpice de vară din 2020
România a participat la Jocurile Olimpice de vară din 2020 care au avut loc la Tokyo, Japonia, în perioada 23 iulie-8 august 2021 (programate inițial să aibă loc în perioada 24 iulie-9 august 2020, Jocurile au fost amânate cauza pandemiei COVID-19). Simona Radiș și Robert Glință au fost purtătorii de drapel la ceremonia de deschidere. Portdrapel la ceremonia de închidere a fost canoistul Cătălin Chirilă.
Începând din 1924, sportivii români au participat la fiecare ediție a Jocurilor Olimpice de vară, cu excepția a două ocazii: Jocurile Olimpice de vară din 1932 din Los Angeles, în perioada Marii Depresii și Jocurile Olimpice de vară din 1948 de la Londra.

## Medaliați
| Medalie | Nume                                                                              | Sport   | Probă                            | Dată     |
| ------- | --------------------------------------------------------------------------------- | ------- | -------------------------------- | -------- |
| Aur     | Nicoleta-Ancuța Bodnar Simona Radiș                                               | Canotaj | Dublu vâsle feminin              | 28 iulie |
| Argint  | Ana Maria Popescu                                                                 | Scrimă  | Spadă feminin                    | 24 iulie |
| Argint  | Mihăiță Vasile Țigănescu Mugurel Semciuc Ștefan Constantin Berariu Cosmin Pascari | Canotaj | Patru rame fără cârmaci masculin | 28 iulie |
| Argint  | Marius Cozmiuc Ciprian Tudosă                                                     | Canotaj | Dublu rame masculin              | 29 iulie |

| Sport   | 1 | 2 | 3 | Total |
| Scrimă  | 0 | 1 | 0 | 1     |
| Canotaj | 1 | 2 | 0 | 3     |
| Total   | 1 | 3 | 0 | 4     |

## Numărul de sportivi calificați per sport
Mai jos este lista numărului de concurenți la Jocuri. Rețineți că rezervele echipei de fotbal nu sunt luate în considerare:
| Sport         | Bărbați | Femei | Total |
| ------------- | ------- | ----- | ----- |
| Atletism      | 4       | 6     | 10    |
| Baschet       | 0       | 4     | 4     |
| Box           | 1       | 1     | 2     |
| Caiac canoe   | 2       | 0     | 2     |
| Canotaj       | 17      | 19    | 36    |
| Ciclism       | 2       | 0     | 2     |
| Fotbal        | 18      | 0     | 18    |
| Gimnastică    | 1       | 2     | 3     |
| Judo          | 2       | 1     | 3     |
| Lupte         | 2       | 3     | 5     |
| Natație       | 3       | 1     | 4     |
| Scrimă        | 1       | 1     | 2     |
| Tenis         | 0       | 3     | 3     |
| Tenis de masă | 1       | 3     | 4     |
| Tir           | 0       | 1     | 1     |
| Tir cu arcul  | 0       | 1     | 1     |
| Triatlon      | 1       | 0     | 1     |
| Total         | 55      | 46    | 101   |

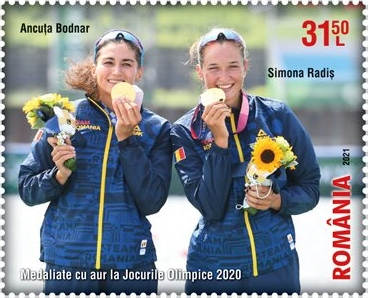
Ancuța Bodnar și Simona Radiș

Echipa României a ocupat locul șapte.

## Atletism
10 sportivii români au atins standardele de intrare, fie prin timpul de calificare, fie prin clasamentul mondial, la următoarele probe de atletism (până la maximum 3 sportivi la fiecare probă): Andrea Miklós s-a aflat deja în satul olimpic dar nu a putut să participe din cauza unor leziuni la tendonul ahilean.
Legendă
- C = Calificat pentru runda următoare
- c = Calificat pentru următoarea rundă ca cel mai rapid învins sau, în probele de teren, după poziție fără a atinge ținta de calificare
- RN = Record național
- N/A = Runda nu se aplică pentru probă
- PAS = Atletul nu este obligat să concureze în rundă

Masculin
Probe pe șosea și pistă
| Atlet           | Probă      | Serie    | Serie | Semifinală | Semifinală | Finală   | Finală |
| Atlet           | Probă      | Rezultat | Loc   | Rezultat   | Loc        | Rezultat | Loc    |
| --------------- | ---------- | -------- | ----- | ---------- | ---------- | -------- | ------ |
| Marius Cocioran | Marș 50 km | N/A      | N/A   | N/A        | N/A        | 4:01:43  | 24     |

Probe pe teren
| Atlet               | Probă               | Calificare | Calificare | Finală       | Finală       |
| Atlet               | Probă               | Distanță   | Loc        | Distanță     | Loc          |
| ------------------- | ------------------- | ---------- | ---------- | ------------ | ------------ |
| Andrei Rareș Toader | Aruncarea greutății | 19,81      | 26         | Nu a avansat | Nu a avansat |
| Alin Firfirică      | Aruncarea discului  | 61,90      | 17         | Nu a avansat | Nu a avansat |
| Alexandru Novac     | Aruncarea suliței   | 83,27      | 7          | 79,29        | 12           |

Feminin
Probe pe șosea și pistă
| Atletă          | Probă  | Serie             | Serie             | Semifinală        | Semifinală        | Finală            | Finală            |
| Atletă          | Probă  | Rezultat          | Loc               | Rezultat          | Loc               | Rezultat          | Loc               |
| --------------- | ------ | ----------------- | ----------------- | ----------------- | ----------------- | ----------------- | ----------------- |
| Claudia Bobocea | 1500 m | 4:09,19           | 11                | Nu a avansat      | Nu a avansat      | Nu a avansat      | Nu a avansat      |
| Andrea Miklós   | 400 m  | Nu a luat startul | Nu a luat startul | Nu a luat startul | Nu a luat startul | Nu a luat startul | Nu a luat startul |

Probe pe teren
| Atletă                | Probă                | Calificare | Calificare | Finală       | Finală       |
| Atletă                | Probă                | Distanță   | Loc        | Distanță     | Loc          |
| --------------------- | -------------------- | ---------- | ---------- | ------------ | ------------ |
| Daniela Stanciu       | Săritura în înălțime | 1,90       | 18         | Nu a avansat | Nu a avansat |
| Florentina Iusco      | Săritura în lungime  | 6,36       | 20         | Nu a avansat | Nu a avansat |
| Alina Rotaru-Kottmann | Săritura în lungime  | 6,51       | 17         | Nu a avansat | Nu a avansat |
| Bianca Ghelber        | Aruncarea ciocanului | 71,72      | 11         | 74,18        | 6            |

## Baschet
Rezumat
| Echipă              | Probă               | Etapa grupelor  | Etapa grupelor   | Etapa grupelor   | Etapa grupelor | Etapa grupelor     | Etapa grupelor | Etapa grupelor   | Etapa grupelor | Sfert de finala | Semifinală    | Finală / FM   | Finală / FM |
| Echipă              | Probă               | Adversar Scor   | Adversar Scor    | Adversar Scor    | Adversar Scor  | Adversar Scor      | Adversar Scor  | Adversar Scor    | Loc            | Adversar Scor   | Adversar Scor | Adversar Scor | Loc         |
| ------------------- | ------------------- | --------------- | ---------------- | ---------------- | -------------- | ------------------ | -------------- | ---------------- | -------------- | --------------- | ------------- | ------------- | ----------- |
| România feminin 3×3 | Turneul feminin 3×3 | China · P 10–21 | Japonia · P 8–20 | Italia · P 14–22 | SUA · P 11–22  | Mongolia · C 22–14 | COR P 12–21    | Franța · P 12–22 | 7              | Nu a avansat    | Nu a avansat  | Nu a avansat  | 7           |

### 3x3 Turneul feminin
Echipa națională 3x3 feminină a României s-a calificat direct la Jocurile Olimpice, ca una dintre cele patru echipe cu cea mai mare clasare, în categoria feminină din clasamentul FIBA, marcând revenirea țării la acest sport pentru prima dată din 1952.
Echipa
Jucătoarele au fost anunțate la 8 iulie 2021.
- Claudia Cuic
- Gabriela Mărginean
- Ancuța Stoenescu
- Sonia Ursu-Kim

Rezultate
| 24 iulie 2021 10:40 v |

| Report |

| China             | 21–10 | România    |
| Pt: Wan J, Yang 6 |       | Pt: Cuic 4 |

| 24 iulie 2021 14:25 v |

| Report |

| România        | 8–20 | Japonia      |
| Pt: Ursu-Kim 3 |      | Pt: Mawuli 9 |

| 25 iulie 2021 10:40 v |

| Report |

| România         | 14–22 | Italia        |
| Pt: Mărginean 6 |       | Pt: D'Alie 13 |

| 25 iulie 2021 17:30 v |

| Report |

| România    | 11–22 | SUA         |
| Pt: Cuic 7 |       | Pt: Plum 12 |

| 26 iulie 2021 14:00 v |

| Report |

| România                         | 12–21 | COR                         |
| Pt: Cuic, Ursu-Kim, Mărginean 4 |       | Pt: O. Frolkina, Logunova 8 |

| 27 iulie 2021 17:00 v |

| Report |

| Franța       | 22–12 | România                   |
| Pt: Touré 11 |       | Pt: Ursu-Kim, Stoenescu 4 |

## Box
România a înscris doi boxeri la turneul olimpic. Cosmin Gîrleanu (la muscă masculin) și Maria Nechita (pană feminin) au asigurat locurile echipei române fie câștigând meciul de optimi de finală, avansând la semifinală fie obținând un triumf de box-off, la Turneul European de calificare 2020 de la Londra și Paris.
| Sportiv         | Probă          | Primul meci        | Optimi            | Sferturi de finală | Semifinale        | Finală            | Loc |
| Sportiv         | Probă          | Adversar Rezultat  | Adversar Rezultat | Adversar Rezultat  | Adversar Rezultat | Adversar Rezultat | Loc |
| --------------- | -------------- | ------------------ | ----------------- | ------------------ | ----------------- | ----------------- | --- |
| Cosmin Gîrleanu | Muscă masculin | Asenov (BUL) P 0–5 | Nu a avansat      | Nu a avansat       | Nu a avansat      | Nu a avansat      | =17 |
| Claudia Nechita | Pană feminin   | PAS                | Ali (SOM) C 5–0   | Irie (JPN) P 2–3   | Nu a avansat      | Nu a avansat      | =5  |

## Caiac canoe

### Sprint
România s-a calificat cu o singură barcă la C-2 1000 m masculin pentru Jocurile Olimpice, terminând pe locul cinci în cursa finală la Campionatele Mondiale ICF Canoe Sprint din 2019 din Szeged, Ungaria.
Masculin
| Sportiv                          | Probă      | Serie    | Serie | Sferturi de finală | Sferturi de finală | Semifinale   | Semifinale   | Finală B     | Finală B     | Finală A     | Loc |
| Sportiv                          | Probă      | Timp     | Loc   | Timp               | Loc                | Timp         | Loc          | Timp         | Loc          | Timp         | Loc |
| -------------------------------- | ---------- | -------- | ----- | ------------------ | ------------------ | ------------ | ------------ | ------------ | ------------ | ------------ | --- |
| Cătălin Chirilă                  | C-1 1000 m | 4:05,617 | 1     | N/A                | N/A                | 4:09.397     | 6 FB         | 4:03,973     | 3            | N/A          | 11  |
| Victor Mihalachi                 | C-1 1000 m | 4:39,865 | 5     | 4:15,007           | 5                  | Nu a avansat | Nu a avansat | Nu a avansat | Nu a avansat | Nu a avansat | 21  |
| Cătălin Chirilă Victor Mihalachi | C-2 1000 m | 4:00,459 | 5     | 3:51,565           | 3                  | 3:27,399     | 2 FA         | N/A          | N/A          | 3:29,285     | 5   |

Legendă calificare: FA = Calificarea la finală (medalie); FB = Calificarea la finala B (fără medalie)

## Canotaj
România s-a calificat la nouă din cele paisprezece bărci pentru fiecare dintre următoarele clase de canotaj în regata olimpică, majoritatea echipajelor confirmând locurile olimpice pentru bărcile lor la Campionatele Mondiale FISA din 2019 de la Ottensheim, Austria. Între timp, alte două echipaje (masculin și feminin opt) au fost adăugate după clasarea lor în primii doi la Regata de calificare finală FISA 2021 de la Lucerna, Elveția.
Masculin
| Sportiv | Probă                   | Serie   | Serie  | Recalificări | Recalificări | Semifinale | Semifinale | Finală B | Finală B | Finală A      | Loc |
| Sportiv | Probă                   | Timp    | Loc    | Timp         | Loc          | Timp       | Loc        | Timp     | Loc      | Timp          | Loc |
| --- | ----------------------- | ------- | ------ | ------------ | ------------ | ---------- | ---------- | -------- | -------- | ------------- | --- |
| Marian Enache Ioan Prundeanu | Dublu vâsle             | 6:13,62 | 3 SA/B | PAS          | PAS          | 6:29,55    | 5 FB       | 6:16,86  | 3        | N/A           | 9   |
| Marius Cozmiuc Ciprian Tudosă | Dublu rame              | 6:33,86 | 1 SA/B | PAS          | PAS          | 6:13,51    | 1 FA       | N/A      | N/A      | 6:16,58       | 2   |
| Ștefan-Constantin Berariu Cosmin Pascari Mugurel Vasile Semciuc Mihăiță Vasile Țigănescu                                                                                      | Patru rame fără cârmaci | 6:03,51 | 4 R    | 6:09,72      | 1 FA         | N/A        | N/A        | N/A      | N/A      | 5:43,13       | 2   |
| Constantin Adam Vlad-Dragoș Aicoboae Sergiu-Vasile Bejan Alexandru Petrișor Chioseaua Florin Arteni Ciprian Huc Florin-Sorin Lehaci Constantin Radu Adrian Munteanu (cârmaci) | Opt cu cârmaci          | 5:39,84 | 3 R    | 5:27,14      | 5            | N/A        | N/A        | N/A      | N/A      | Nu au avansat | 7   |

Feminin
| Sportiv | Probă                        | Serii   | Serii  | Recalificări | Recalificări | Semifinale | Semifinale | Finală B | Finală B | Finală A | Loc |
| Sportiv | Probă                        | Timp    | Loc    | Timp         | Loc          | Timp       | Loc        | Timp     | Loc      | Timp     | Loc |
| --- | ---------------------------- | ------- | ------ | ------------ | ------------ | ---------- | ---------- | -------- | -------- | -------- | --- |
| Nicoleta-Ancuța Bodnar Simona Radiș | Dublu vâsle                  | 6:49,79 | 1 SA/B | PAS          | PAS          | 7:04,31    | 1 FA       | N/A      | N/A      | 6:41,03  | 1   |
| Adriana Ailincăi Iuliana Buhuș | Dublu rame                   | 7:20,36 | 2 SA/B | PAS          | PAS          | 6:58,55    | 4 FB       | 7:01,02  | 3        | N/A      | 9   |
| Ionela-Livia Cozmiuc Gianina-Elena Beleagă | Dublu vâsle categoria ușoară | 7:01,74 | 1 SA/B | PAS          | PAS          | 6:42,08    | 3 FA       | N/A      | N/A      | 6:49,40  | 6   |
| Roxana Anghel Mădălina Hegheș Elena Logofătu Cristina Georgiana Popescu                                                                                             | Patru rame fără cârmaci      | 6:40,02 | 3 R    | 6:47,38      | 3 FB         | N/A        | N/A        | 6:35,12  | 3        | N/A      | 9   |
| Viviana-Iuliana Bejinariu Amalia Bereș Mădălina Bereș Georgiana Dedu Maria-Magdalena Rusu Denisa Tîlvescu Maria Tivodariu Ioana Vrînceanu Daniela Druncea (cârmaci) | Opt rame cu cârmaci          | 6:09,95 | 2 R    | 5:52,99      | 1 FA         | N/A        | N/A        | N/A      | N/A      | 6:04,06  | 6   |

Legendă calificare FA=Finală A (medalie); FB=Finală B (fără medalie); FC=Finală C (fără medalie); FD=Finală D (fără medalie); FE=Finală E (fără medalie); FF=Finală F (fără medalie); SA/B=Semifinale A/B; SC/D=Semifinale C/D; SE/F=Semifinale E/F; QF=Sferturi de finală; R=Recalificări

## Ciclism

### Șosea
România s-a calificat cu un singur rutier pentru cursa olimpică masculină de șosea, în virtutea topului său național 50 (pentru bărbați) din Clasamentul Mondial UCI.
| Sportiv              | Probă                    | Timp | Loc |
| -------------------- | ------------------------ | ---- | --- |
| Eduard-Michael Grosu | Cursa masculină pe șosea | NAT  | NAT |

### Mountain biking
România s-a calificat cu un singur rutier de munte pentru cursa de fond masculin, cu o medalie de aur în divizia sub 23 la Campionatele Mondiale UCI Mountain Bike 2019 din Mont-Sainte-Anne, Canada, marcând revenirea țării la acest sport pentru prima dată de la Atena 2004.
| Sportiv      | Probă                  | Loc     | Poz |
| ------------ | ---------------------- | ------- | --- |
| Vlad Dascălu | Cross-country masculin | 1:26:03 | 7   |

## Fotbal
Echipa națională de tineret (U21) s-a calificat la Campionatul European de tineret din 2019, ajungând semifinala. La Tokyo au putut să participe fotbaliști născuți după 1 ianuarie 1997, plus alți trei de peste 24 de ani.
Componența echipei
| Nr. | Post | Nume                   | Data nașterii (vârsta)  | Selecții | Goluri | Echipă                 |
| --- | ---- | ---------------------- | ----------------------- | -------- | ------ | ---------------------- |
| 1   | P    | Mihai Popa             | 12 octombrie 2000 (20)  | 0        | 0      | Astra Giurgiu          |
| 2   | F    | Radu Boboc             | 24 aprilie 1999 (22)    | 2        | 0      | Farul Constanța        |
| 3   | F    | Florin Ștefan          | 9 mai 1996 (25)         | 2        | 0      | -                      |
| 4   | F    | Alex Pașcanu           | 28 septembrie 1998 (22) | 2        | 0      | SD Ponferradina        |
| 5   | M    | Tudor Băluță           | 27 martie 1999 (22)     | 2        | 0      | Brighton & Hove Albion |
| 6   | F    | Virgil Ghiță           | 4 iunie 1998 (23)       | 3        | 0      | Farul Constanța        |
| 7   | M    | Ion Gheorghe           | 8 octombrie 1999 (21)   | 1        | 0      | FC Voluntari           |
| 8   | M    | Marius Marin (căpitan) | 30 august 1998 (22)     | 3        | 0      | AC Pisa                |
| 9   | A    | George Ganea           | 26 mai 1999 (22)        | 3        | 0      | Farul Constanța        |
| 10  | M    | Andrei Ciobanu         | 18 ianuarie 1998 (23)   | 3        | 0      | Farul Constanța        |
| 11  | A    | Valentin Gheorghe      | 14 februarie 1997 (24)  | 3        | 0      | Astra Giurgiu          |
| 12  | P    | Mihai Aioani           | 7 noiembrie 1999 (21)   | 3        | 0      | Farul Constanța        |
| 13  | M    | Eduard Florescu        | 27 iunie 1997 (24)      | 2        | 0      | FC Botoșani            |
| 14  | F    | Andrei Rațiu           | 20 iunie 1998 (23)      | 2        | 0      | Villarreal CF          |
| 15  | F    | Andrei Chindriș        | 12 ianuarie 1999 (22)   | 1        | 0      | FC Botoșani            |
| 16  | M    | Ronaldo Deaconu        | 20 iunie 1997 (23)      | 1        | 0      | Gaz Metan              |
| 17  | F    | Ricardo Grigore        | 7 aprilie 1999 (22)     | 3        | 0      | Dinamo București       |
| 18  | M    | Marco Dulca            | 11 mai 1999 (22)        | 3        | 0      | Chindia Târgoviște     |
| 19  | A    | Andrei Sîntean         | 16 iunie 1999 (22)      | 3        | 0      | FC Hermannstadt        |
| 20  | M    | Alex Dobre             | 30 august 1998 (22)     | 3        | 0      | Dijon FCO              |
| 21  | M    | Antonio Sefer          | 22 aprilie 2000 (21)    | 3        | 0      | Rapid București        |
| 22  | P    | Ștefan Târnovanu       | 9 mai 2000 (21)         | 0        | 0      | FCSB                   |

Antrenor: Mirel Rădoi
Rezumat
| Echipă  | Probă            | Etapa grupelor   | Etapa grupelor        | Etapa grupelor        | Etapa grupelor | Sfert de finală | Semifinală    | Finală / FM   | Loc |
| Echipă  | Probă            | Adversar Scor    | Adversar Scor         | Adversar Scor         | Loc            | Adversar Scor   | Adversar Scor | Adversar Scor | Loc |
| ------- | ---------------- | ---------------- | --------------------- | --------------------- | -------------- | --------------- | ------------- | ------------- | --- |
| România | Turneul masculin | Honduras · C 1–0 | Coreea de Sud · P 0-4 | Noua Zeelandă · E 0-0 | 3              | Nu a avansat    | Nu a avansat  | Nu a avansat  | 11  |

## Gimnastică

### Artistică
România a intrat în competiția olimpică cu trei gimnaști. Marian Drăgulescu, care participă la cea de-a șasea Olimpiadă, a obținut calificarea la sărituri în urma Campionatelor Mondiale de Gimnastică Artistică din 2019. Debutanta Maria Holbură, în vârstă de 19 ani, a terminat a treisprezecea din cele douăzeci de gimnaste eligibile pentru calificarea în probele individuale la Campionatele Mondiale din 2019 de la Stuttgart, Germania. Larisa Iordache a completat lista după ce s-a clasat pe locul al patrulea în turneul individual la Campionatele Europene din 2021 de la Basel, Elveția.
Masculin
| Sportiv           | Probă    | Calificare | Calificare | Calificare | Calificare | Calificare | Calificare | Calificare | Calificare | Finală       | Finală       | Finală       | Finală       | Finală       | Finală       | Finală       | Finală       |
| Sportiv           | Probă    | Cal        | Inele      | Sărituri   | Paralele   | Bară       | Sol        | Total      | Loc        | Cal          | Inele        | Sărituri     | Paralele     | Bară         | Sol          | Total        | Loc          |
| ----------------- | -------- | ---------- | ---------- | ---------- | ---------- | ---------- | ---------- | ---------- | ---------- | ------------ | ------------ | ------------ | ------------ | ------------ | ------------ | ------------ | ------------ |
| Marian Drăgulescu | Sărituri | N/A        | N/A        | 13,999     | N/A        | N/A        | N/A        | 13,999     | 16         | Nu a avansat | Nu a avansat | Nu a avansat | Nu a avansat | Nu a avansat | Nu a avansat | Nu a avansat | Nu a avansat |

Feminin
| Sportivă        | Probă             | Calificare | Calificare | Calificare | Calificare | Calificare | Calificare | Finală       | Finală       | Finală       | Finală       | Finală       | Finală       |
| Sportivă        | Probă             | Sărituri   | Paralele   | Bârnă      | Sol        | Total      | Loc        | Sărituri     | Paralele     | Bârnă        | Sol          | Total        | Loc          |
| --------------- | ----------------- | ---------- | ---------- | ---------- | ---------- | ---------- | ---------- | ------------ | ------------ | ------------ | ------------ | ------------ | ------------ |
| Maria Holbură   | Individual compus | 13,166     | 11,100     | 12,700     | 12,200     | 49,166     | 65         | Nu a avansat | Nu a avansat | Nu a avansat | Nu a avansat | Nu a avansat | Nu a avansat |
| Maria Holbură   | Sol               | N/A        | N/A        | N/A        | 12,200     | 12,200     | 65         | Nu a avansat | Nu a avansat | Nu a avansat | Nu a avansat | Nu a avansat | Nu a avansat |
| Maria Holbură   | Paralele inegale  | N/A        | 11,100     | N/A        | N/A        | 11,100     | 80         | Nu a avansat | Nu a avansat | Nu a avansat | Nu a avansat | Nu a avansat | Nu a avansat |
| Maria Holbură   | Bârnă             | N/A        | N/A        | 12,700     | N/A        | 12,700     | 43         | Nu a avansat | Nu a avansat | Nu a avansat | Nu a avansat | Nu a avansat | Nu a avansat |
| Larisa Iordache | Bârnă             | N/A        | N/A        | 14,133     | N/A        | 14,133     | 4 C        | S-a retras   | S-a retras   | S-a retras   | S-a retras   | S-a retras   | S-a retras   |

## Haltere
România nu a avut voie să trimită halterofili la Jocurile Olimpice din cauza mai multor cazuri de dopaj.

## Judo

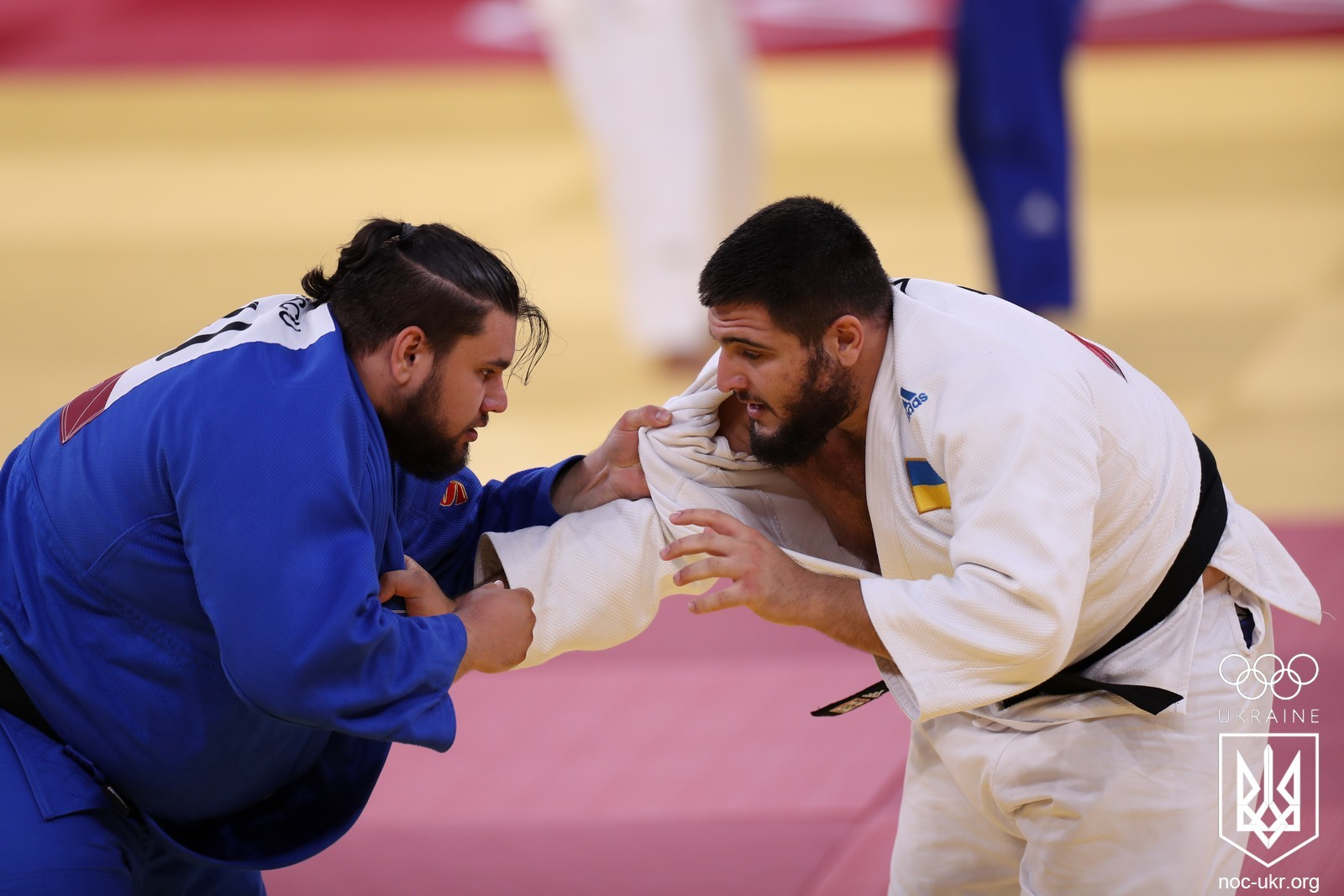
Vlăduț Simionescu, învins de ucraineanul Iakiv Hammo

Trei judokani români s-au calificat la Jocurile Olimpice. Olimpicul de la Londra 2012 Vlăduț Simionescu (cat. +100 kg) și de două ori olimpica Andreea Chițu (cat. 52 kg) au fost selectați printre primii 18 judoka din clasele lor de greutate  pe baza listei IJF World Ranking din 28 iunie 2021, în timp ce debutantul Alexandru Raicu (cat. 73 kg) a acceptat unul dintre cele 3 locuri suplimentare pentru Europa drept judoka de top din națiune în afara poziției de calificare directă.
| Sportiv           | Probă   | Primul tur        | Al doilea tur                | Optimi                  | Sferturi de finală | Semifinale        | Recalificări      | Finală / FM       | Loc |
| Sportiv           | Probă   | Adversar Rezultat | Adversar Rezultat            | Adversar Rezultat       | Adversar Rezultat  | Adversar Rezultat | Adversar Rezultat | Adversar Rezultat | Loc |
| ----------------- | ------- | ----------------- | ---------------------------- | ----------------------- | ------------------ | ----------------- | ----------------- | ----------------- | --- |
| Alexandru Raicu   | −73 kg  | PAS               | Ono (JPN) P 000–100          | Nu a avansat            | Nu a avansat       | Nu a avansat      | Nu a avansat      | Nu a avansat      | =17 |
| Vlăduț Simionescu | +100 kg | N/A               | Omar (LBA) C 10–0            | Hammo (UKR) P 0–1       | Nu a avansat       | Nu a avansat      | Nu a avansat      | Nu a avansat      | =9  |
| Andreea Chițu     | −52 kg  | N/A               | Thị Thanh Thủy (VIE) C 10–00 | Giuffrida (ITA) P 00–10 | Nu a avansat       | Nu a avansat      | Nu a avansat      | Nu a avansat      | =9  |

## Lupte
Patru luptători români s-au calificat pentru competiția olimpică. Alina Vuc a obținut calificarea la 50 kg liber feminin la Campionatele Mondiale din 2019 unde a ocupat locul doi. La Turneul mondial de calificare olimpică la lupte din 2021, Albert Saritov a obținut argintul la 97 kg, Andreea Ana argintul la 53 kg și Alin Alexuc-Ciurariu argintul la 130 kg.
Pe 15 iunie 2021, United World Wrestling a acordat o licență olimpică suplimentară lui Kriszta Incze la categoria liberă feminină de 62 kg, după retragerea Coreei de Nord la Jocurile Olimpice.

Legendă:
- VT (puncte de clasare: 5–0 sau 0–5) – Victorie prin cădere.
- VB (puncte de clasare: 5–0 sau 0–5) – victorie prin accidentare
- PP (puncte de clasare: 3–1 sau 1–3) – Decizie după puncte – învinsul prin puncte tehnice.
- PO (puncte de clasare: 3–0 sau 0–3) – Decizie după puncte – învinsul fără puncte tehnice.
- ST (puncte de clasare: 4–0 sau 0–4) – Superioritate – învinsul fără puncte tehnice și cu o marjă de victorie de cel puțin 8 (greco-romane) sau 10 (libere) puncte.
- SP (puncte de clasare: 4–1 v 1–4) – Superioritate tehnică – învinsul cu puncte tehnice și o marjă de victorie de cel puțin 8 (greco-romane) sau 10 (liber) puncte.

Masculin greco-roman
| Sportiv              | Probă   | Optimi            | Sferturi de finală | Semifinală        | Recalificări           | Finală / FM       | Loc |
| Sportiv              | Probă   | Adversar Rezultat | Adversar Rezultat  | Adversar Rezultat | Adversar Rezultat      | Adversar Rezultat | Loc |
| -------------------- | ------- | ----------------- | ------------------ | ----------------- | ---------------------- | ----------------- | --- |
| Alin Alexuc-Ciurariu | −130 kg | López (CUB) P 0–9 | Nu a avansat       | Nu a avansat      | Mirzazadeh (IRI) P 1–5 | Nu a avansat      | 12  |

Masculin stil liber
| Sportiv        | Probă  | Optimi                      | Sferturi de finală | Semifinală        | Recalificări      | Finală / FM       | Loc |
| Sportiv        | Probă  | Adversar Rezultat           | Adversar Rezultat  | Adversar Rezultat | Adversar Rezultat | Adversar Rezultat | Loc |
| -------------- | ------ | --------------------------- | ------------------ | ----------------- | ----------------- | ----------------- | --- |
| Albert Saritov | −97 kg | Abraham Conyedo (ITA) P 1–6 | Nu a avansat       | Nu a avansat      | Nu a avansat      | Nu a avansat      | 14  |

Feminin stil liber
| Sportivă      | Probă  | Optimi                     | Sferturi de finală        | Semifinală        | Recalificări            | Finală / FM       | Loc |
| Sportivă      | Probă  | Adversar Rezultat          | Adversar Rezultat         | Adversar Rezultat | Adversar Rezultat       | Adversar Rezultat | Loc |
| ------------- | ------ | -------------------------- | ------------------------- | ----------------- | ----------------------- | ----------------- | --- |
| Alina Vuc     | −50 kg | Selișka (BUL) P 0-6        | Nu a avansat              | Nu a avansat      | Nu a avansat            | Nu a avansat      | 14  |
| Andreea Ana   | −53 kg | Kaladzinskaia (BLR) P 0-10 | Nu a avansat              | Nu a avansat      | Nu a avansat            | Nu a avansat      | 16  |
| Kriszta Incze | −62 kg | Sastin (HUN) C 3-1         | Tînîbekova (KGZ) P 0-6 VT | Nu a avansat      | Grigorjeva (LAT) P 7-14 | Nu a avansat      | 8   |

## Natație
Înotătorii români au atins standardele de calificare în următoarele probe (până la maximum 2 înotători la fiecare probă la timpul de calificare olimpic (OQT) și potențial 1 la timpul de selecție olimpică (OST)):
| Sportiv               | Probă                  | Calificări | Calificări | Semifinală   | Semifinală   | Finală       | Loc |
| Sportiv               | Probă                  | Timp       | Loc        | Timp         | Loc          | Timp         | Loc |
| --------------------- | ---------------------- | ---------- | ---------- | ------------ | ------------ | ------------ | --- |
| David Popovici        | 50 m liber masculin    | 22,77      | 8          | Nu a avansat | Nu a avansat | Nu a avansat | 40  |
| David Popovici        | 100 m liber masculin   | 48,03      | 4 C        | 47,72        | 4 C          | 48,04        | 7   |
| David Popovici        | 200 m liber masculin   | 1:45,32    | 1 C        | 1:45,68      | 2 C          | 1:44,68      | 4   |
| Daniel Martin         | 100 m fluture masculin | 55,09      | 7          | Nu a avansat | Nu a avansat | Nu a avansat | 53  |
| Daniel Martin         | 100 m spate masculin   | 56,91      | 8          | Nu a avansat | Nu a avansat | Nu a avansat | 38  |
| Robert Glință         | 100 m spate masculin   | 53,67      | 4 C        | 53,20        | 4 C          | 52,95        | 8   |
| Robert Glință         | 200 m spate masculin   | 1:59,18    | 3          | Nu a avansat | Nu a avansat | Nu a avansat | 26  |
| Bianca-Andreea Costea | 50 m liber feminin     | 25,61      | 2          | Nu a avansat | Nu a avansat | Nu a avansat | 31  |
| Bianca-Andreea Costea | 100 m liber feminin    | 56,35      | 5          | Nu a avansat | Nu a avansat | Nu a avansat | 35  |

## Scrimă
România s-a clasificat cu doi scrimeri în competiția olimpică. În martie 2021 Ana Maria Popescu a terminat prima în ierarhia mondială la spadă; Iulian Teodosiu a completat lista românească câștigând ultimul meci al sabiei masculine la Calificarea Europeană Zonală din Madrid, Spania.
| Sportiv           | Probă                     | Primul meci           | Al doilea meci         | Optimi                | Sferturi de finală     | Semifinală          | Finală / FM          | Loc |
| Sportiv           | Probă                     | Adversar Scor         | Adversar Scor          | Adversar Scor         | Adversar Scor          | Adversar Scor       | Adversar Scor        | Loc |
| ----------------- | ------------------------- | --------------------- | ---------------------- | --------------------- | ---------------------- | ------------------- | -------------------- | --- |
| Iulian Teodosiu   | Sabie masculin individual | Mamutov (UZB) C 15–11 | Curatoli (ITA) C 15–13 | Berrè (ITA) P 12–15   | Nu a avansat           | Nu a avansat        | Nu a avansat         | 16  |
| Ana Maria Popescu | Spadă feminin individual  | PAS                   | Tikanah (SGP) C 15–10  | Song S-r (KOR) C 15–6 | Beljajeva (EST) C 15–8 | Lehis (EST) C 15–11 | Sun Yw (CHN) P 10–11 | 2   |

## Tenis
România a înscris trei jucători de tenis în turneul olimpic: Mihaela Buzărnescu la simplu, și Monica Niculescu și Raluca Olaru la dublu pe baza clasamentului lor WTA combinat din 13 iunie 2021.

| Sportiv                       | Probă          | Primul meci                      | Al doilea meci                       | Optimi                               | Sferturi de finală | Semifinale    | Finală / FM   | Loc |
| Sportiv                       | Probă          | Adversar Scor                    | Adversar Scor                        | Adversar Scor                        | Adversar Scor      | Adversar Scor | Adversar Scor | Loc |
| ----------------------------- | -------------- | -------------------------------- | ------------------------------------ | ------------------------------------ | ------------------ | ------------- | ------------- | --- |
| Mihaela Buzărnescu            | Simplu feminin | Riske (USA) C 6–7(0–7), 7–5, 6–4 | Vondroušová (CZE) P 1–6, 2–6         | Nu a avansat                         | Nu a avansat       | Nu a avansat  | Nu a avansat  | =17 |
| Monica Niculescu Raluca Olaru | Dublu feminin  | N/A                              | Chan / Chan (TPE) C 7–5, 1–6, [10–6] | Perez / Stosur (AUS) P 6–7(3–7), 5–7 | Nu au avansat      | Nu au avansat | Nu au avansat | =9  |

## Tenis de masă
Patru sportivi români s-au calificat în competiția de tenis de masă la Jocurile Olimpice. Olimpicul de la Rio 2016, Ovidiu Ionescu, a obținut un triumf în semifinala etapei a treia la Turneul european de calificare de la Odivelas, Portugalia, asigurând-și unul dintre cele cinci locuri disponibile la simplu masculin prin această competiție.
| Sportiv                         | Probă           | Preliminar        | Runda 1           | Runda 2            | Runda 3                | Optimi                | Sferturi de finală      | Semifinale        | Finală / FM       | Loc |
| Sportiv                         | Probă           | Adversar Rezultat | Adversar Rezultat | Adversar Rezultat  | Adversar Rezultat      | Adversar Rezultat     | Adversar Rezultat       | Adversar Rezultat | Adversar Rezultat | Loc |
| ------------------------------- | --------------- | ----------------- | ----------------- | ------------------ | ---------------------- | --------------------- | ----------------------- | ----------------- | ----------------- | --- |
| Ovidiu Ionescu                  | Simplu masculin | PAS               | Yan (AUS) C 4–1   | Tsuboi (BRA) P 1–4 | Nu a avansat           | Nu a avansat          | Nu a avansat            | Nu a avansat      | Nu a avansat      | =33 |
| Elizabeta Samara                | Simplu feminin  | PAS               | PAS               | PAS                | Sawettabut (THA) P 1–4 | Nu a avansat          | Nu a avansat            | Nu a avansat      | Nu a avansat      | =17 |
| Bernadette Szőcs                | Simplu feminin  | PAS               | PAS               | PAS                | J Liu (USA) P 2–4      | Nu a avansat          | Nu a avansat            | Nu a avansat      | Nu a avansat      | =17 |
| D.Dodean E.Samara B.Szőcs       | Echipa feminină | N/A               | N/A               | N/A                | N/A                    | Egipt (EGY) · C 3–0   | Hong Kong (HKG) · P 1–3 | Nu au avansat     | Nu au avansat     | =5  |
| Ovidiu Ionescu Bernadette Szőcs | Dublu mixt      | N/A               | N/A               | N/A                | N/A                    | Pištej/Balážová C 4–1 | Xu/Liu P 0–4            | Nu au avansat     | Nu au avansat     | =5  |

## Tir
Romînia s-a calificat la tir cu o singură sportivă, Laura-Georgeta Coman (Ilie), care în 2019, la Cupa Mondială de la München, Germania, a „țintit” un loc cotă.
| Sportivă   | Probă                              | Calificare | Calificare | Finală       | Finală       |
| Sportivă   | Probă                              | Puncte     | Loc        | Puncte       | Loc          |
| ---------- | ---------------------------------- | ---------- | ---------- | ------------ | ------------ |
| Laura Ilie | Pușcă cu aer comprimat 10m feminin | 628,0      | 9          | Nu a avansat | Nu a avansat |

## Tir cu arcul
Un arcaș român s-a calificat pentru proba individuală feminină câștigând medalia de aur și rezervându-și primul din cele șase locuri disponibile la Turneul final de calificare 2021 de la Paris, Franța.
Feminin
| Sportiv              | Probă      | Calificare | Calificare | Primul meci         | Al doilea meci | Optimi        | Sferturi de finală | Semifinale    | Finală / FM   | Loc |
| Sportiv              | Probă      | Scor       | Seed       | Adversar Scor       | Adversar Scor  | Adversar Scor | Adversar Scor      | Adversar Scor | Adversar Scor | Loc |
| -------------------- | ---------- | ---------- | ---------- | ------------------- | -------------- | ------------- | ------------------ | ------------- | ------------- | --- |
| Mădălina Amăistroaie | Individual | 634        | 37         | Long XQ (CHN) P 2-6 | Nu a avansat   | Nu a avansat  | Nu a avansat       | Nu a avansat  | Nu a avansat  | =33 |

## Triatlon
România a participat la triatlon la Jocurile Olimpice pentru prima dată în istorie. Născut în Franța, Felix Duchampt s-a clasificat la proba masculină pe baza clasamentului individual ITU din 15 iunie 2021.
| Sportiv        | Probă    | Înot (1,5 km) | Trans 1 | Ciclism (40 km) | Trans 2 | Alergare (10 km) | Timp total | Loc |
| -------------- | -------- | ------------- | ------- | --------------- | ------- | ---------------- | ---------- | --- |
| Felix Duchampt | Masculin | 18:39         | 0:38    | 57:42           | 0:29    | 31:38            | 1:49:06    | 36  |

## Legături externe
Materiale media legate de România la Jocurile Olimpice de vară din 2020 la Wikimedia Commons
- Echipa olimpică a României Arhivat în 28 septembrie 2023, la Wayback Machine. la Comitetul Olimpic si Sportiv Român
- en  Romania at the 2020 Summer Olympics la Olympedia.org
- en  Schedule - Team Romania Arhivat în 14 august 2021, la Wayback Machine. la olympics.com